# Adriana Farfán
Adriana Jessica Farfán Herbas (* 1993 in Provinz Cercado, Departamento Tarija) ist eine bolivianische Fußballschiedsrichterin.
Ihr Vater war Futsal-Schiedsrichter und nahm sie als Kind zu nationalen Meisterschaften mit. Im Alter von 15 Jahren begann sie als Schiedsrichterin im Futsal und wechselte mit 18 Jahren zum Fußball.
Seit 2018 steht sie auf der FIFA-Liste und leitet internationale Fußballpartien.
Bei der Copa Libertadores Femenina 2021 pfiff Farfán vier Spiele, darunter das Spiel um Platz 3 zwischen Ferroviária und Nacional Montevideo (1:1, 3:1 i. E.).
Bei der Copa América 2022 in Kolumbien leitete Farfán ein Gruppenspiel.
Sie hat vier Geschwister.